# Olympiska spelen för ungdomar
Olympiska spelen för ungdomar är ett internationellt multisportevenemang som sedan 2010 hålls vartannat år, alternerande mellan sommar och vinter, som en särskild del av olympiska spelens rörelse. De tävlande är i åldrarna 14 till 18 år. Idén för ett evenemang i denna stil introducerades av Internationella Olympiska Kommitténs (IOK) ordförande Jacques Rogge 2001. Den 6 juli 2007, på IOK:s kongress i Guatemala City, godkände IOK:s delegater ett skapande av en ungdomsvariant av olympiska spelen.
Sommarspelen hålls på sommaren samma år som vanliga vinter-OS och pågår i högst tolv dagar, den första upplagan var i augusti 2010. Vinterspelen hålls på vintern samma år som de vanliga sommar-OS och pågår i högst nio dagar, den första upplagan var i januari 2012.
Flera andra olympiska evenemang för ungdomar, som European Youth Olympic Festival arrangerade varje år med sommar- och vinterupplagor, och Australian Youth Olympic Festival, har visat sig framgångsrika. Ungdomsspelen har därför utformats i stil med dessa. Spelen är en efterföljare till det avvecklade World Youth Games.

## Ingående arrangemang och krav
Det har betonats att arrangörsstäderna inte ska behöva bygga några större anläggningar, med undantag för tillfälliga byggnader och bostäder för de tävlande. Man kräver också att alla tävlingar måste hållas i arrangörsstaden, vilket utesluter eventuella gemensamma ansökningar. Enligt ansökningsmallarna måste arrangörerna för sommarspelen ha en friidrottsarena med plats för 10 000 åskådare och staden måste ha en simanläggning med 2 500 publikplatser.
Utbildning, kultur och hälsa är också komponenter i dessa ungdomsspel, inte bara för idrottsmän och deltagare, utan även för ungdomar runt om i världen och invånarna i arrangörsstaden och omgivande regioner. Kulturprogram, kulturfestivaler, skulpturtävlingar och liknande arrangeras i olika omfattning i samband med spelen. I programmet ingår krav på att spelen ska vara flerspråkiga, mångkulturella och involvera olika åldersgrupper och man betonar teman som "att lära känna, lära sig att vara, lära sig att göra, samt lära sig att leva tillsammans". I samband med spelen får deltagarna också möjlighet att möta olika kända idrottare från de vanliga olympiska spelen för att lära och inspirera den egna vidare utvecklingen.
Varje deltagande nation bör skicka minst fyra idrottare. Totalt 3 531 idrottare från samtliga 205 olympiska kommittéer deltog vid de första spelen 2010 och 1 059 deltagare från 70 olympiska kommittéer deltog i de första vinterspelen 2012.

## Finansiering
Beräknade kostnader är för närvarande 30 miljoner dollar för sommarspelen och 15–20 miljoner dollar för vinterspelen, framför allt för infrastruktur och boende. IOK betalar resan till spelen för de deltagande idrottarna och domarna, vilket beräknas kosta 11 miljoner dollar. Finansieringen kommer från IOK:s fonder och inte från dess intäkter. Kostnaderna tenderar i praktiken dock att bli högre än de ursprungligen beräknade.

## Skillnader mot vanliga olympiska spelen
Sporterna vid dessa spel är desamma som vid de vanliga spelen, men med ett begränsat antal grenar. I de 26 sporter med 31 discipliner som IOK beslutat om från början ingick till exempel inte vattenpolo och konstsim i vattensporterna. Även kanotslalom utesluts från kanotsporterna under spelen. Basketturneringarna hålls normalt med färre spelare än vanligt, 3x3. Cykelsportens grenar är mountainbike och BMX, men "landsväg" uteslöts från tävlingsschemat. Andra speciella grenar och varianter har tillkommit. 2018 års sommarspel innehöll 32 sporter.
De första vinterspelen 2012 innehöll totalt 15 sporter och 63 grenar.
I en anda av förbrödring och internationell gemenskap dämpas de nationella delarna och vissa sportevenemang sker med såväl könsmixade som nationellt mixade lag.

## Val av olympiska spelplatser för ungdomar

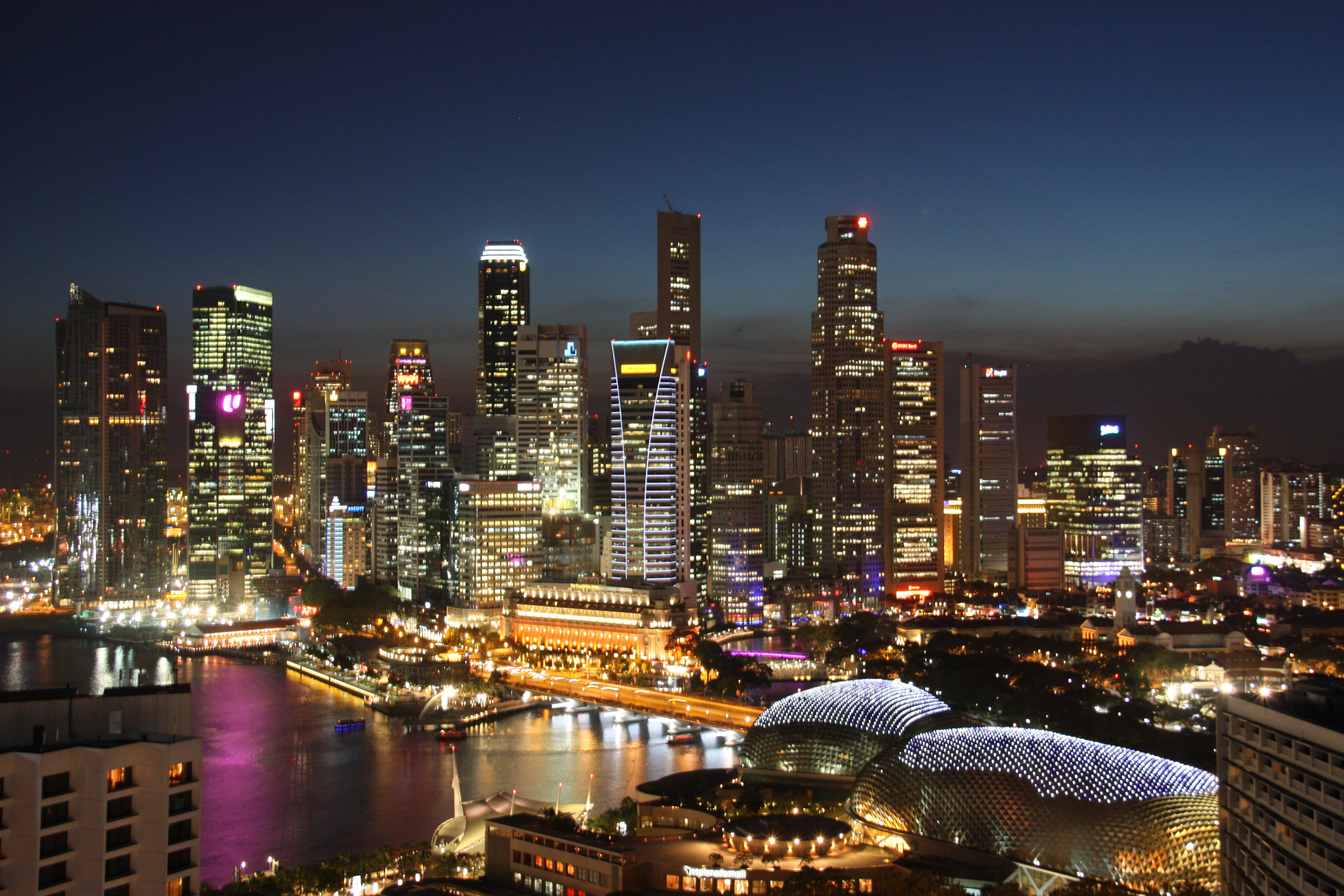
Singapore, arrangör för de första olympiska sommarspelen för ungdomar 2010.

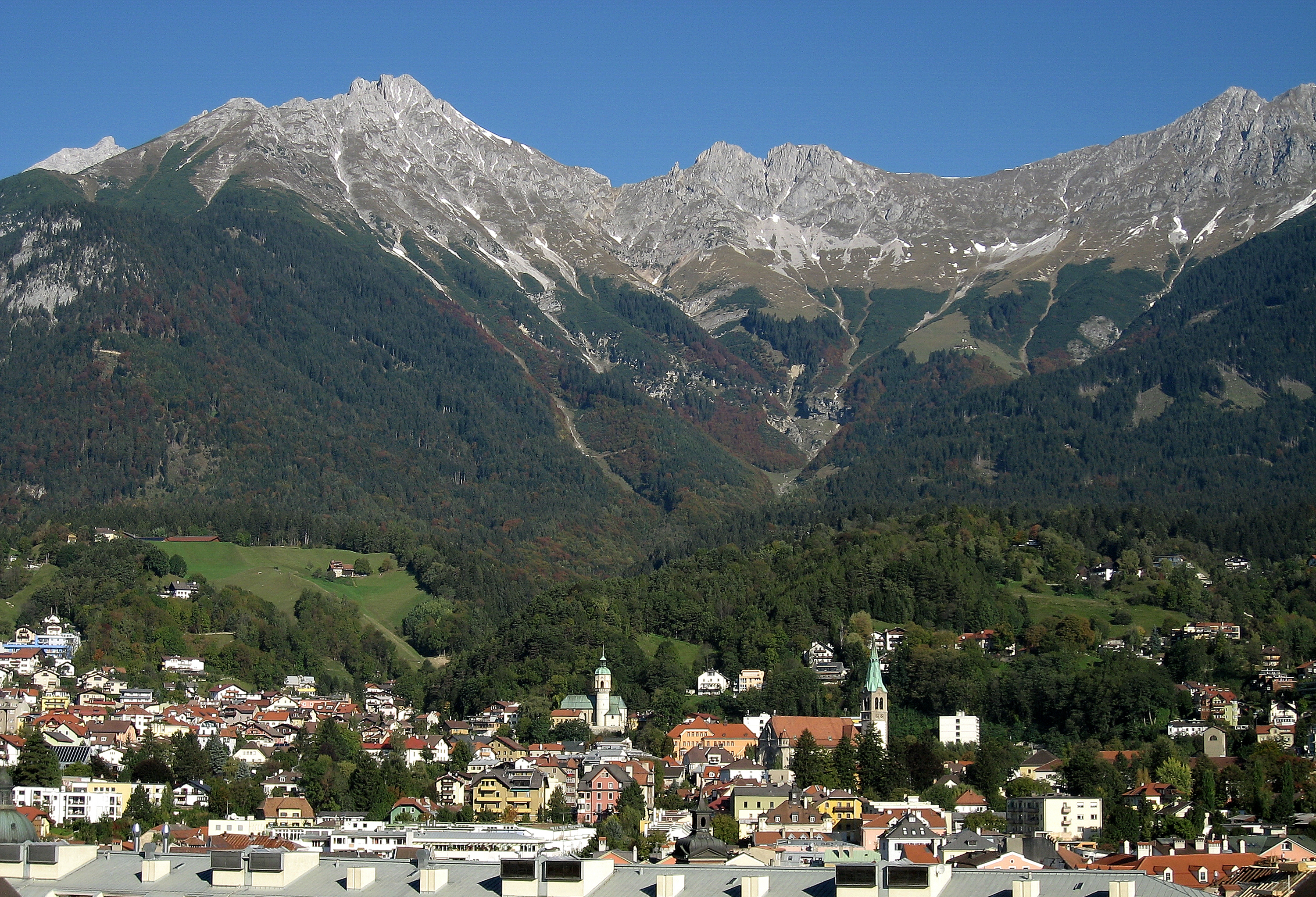
Innsbruck, arrangör för de första olympiska vinterspelen för ungdomar 2012.

Tidigt i november 2007 valdes Aten, Bangkok, Singapore, Moskva och Turin ut av IOK som de fem kandidaterna till arrangör för spelen 2010. I januari 2008 var det bara Moskva och Singapore kvar som kandidater till arrangörskapet av spelen. Slutligen, den 21 februari 2008, valdes Singapore som arrangör med röstresultatet 53 röster mot Moskvas 44.
Den 2 september 2008 meddelade IOK att de valt ut fyra städer som hade chansen att få arrangera vinterspelen 2012. De fyra städerna var Harbin i Kina, Innsbruck i Österrike, Kuopio i Finland och Lillehammer i Norge. IOK:s president Jacques Rogge valde Pernilla Wiberg till ordförande i kommittén, som skulle studera de fyra alternativa arrangörerna. Precis som i kampen om sommarspelen var det till slut bara två städer kvar: Innsbruck och Kuopio. Den 12 december 2008 meddelades det att Innsbruck slagit Kuopio i kampen om spelen. Det blev därmed tredje gången vinterolympiska spel arrangerades i Innsbruck.
Nanjing i Kina valdes av IOK framför Poznań i Polen att arrangera sommarspelen 2014. Valet gjordes den 10 februari 2010, två dagar före invigningen av de olympiska vinterspelen 2010 i Vancouver.
Den 7 december 2011 meddelade IOK att Lillehammer i Norge skulle vara värd för vinterspelen 2016. Lillehammer var den enda kandidaten som ansökte om olympiska vinterspelen för ungdomar 2016.
Den 4 juli 2013 hade IOK en extra presskonferens och IOK valde Buenos Aires i Argentina som värd för olympiska sommarspelen för ungdomar 2018 med 49 röster mot Medellin i Colombias 39 röster och Glasgow i Storbritanniens 13 röster.
Den 31 juli 2015 meddelade IOK att Lausanne i Schweiz valts som värd för olympiska vinterspelen för ungdomar 2020 med 71 röster mot Brașov i Rumäniens tio röster.

## Lista över olympiska sommarspel för ungdomar
| År   | Spel                                    | Ort          |
| ---- | --------------------------------------- | ------------ |
| 2010 | 1:a olympiska sommarspelen för ungdomar | Singapore    |
| 2014 | 2:a olympiska sommarspelen för ungdomar | Nanjing      |
| 2018 | 3:e olympiska sommarspelen för ungdomar | Buenos Aires |
| 2026 | 4:e olympiska sommarspelen för ungdomar | Dakar        |

## Lista över olympiska vinterspel för ungdomar
| År   | Spel                                    | Ort         |
| ---- | --------------------------------------- | ----------- |
| 2012 | 1:a olympiska vinterspelen för ungdomar | Innsbruck   |
| 2016 | 2:a olympiska vinterspelen för ungdomar | Lillehammer |
| 2020 | 3:e olympiska vinterspelen för ungdomar | Lausanne    |
| 2024 | 4:e olympiska vinterspelen för ungdomar | Gangwon     |